# Kövi Mária
Kövi Mária, Zalai Lászlóné (Marosvásárhely, Románia, 1924. október 20. –  Budapest, 2013. október 28.) olimpiai ezüstérmes magyar tornásznő.

## Élete
Középiskolás korában a Postás Egyesületben kezdett el tornászni. 1946–1952 között volt válogatottkeret-tag, erőssége a lóugrás volt. 1954-től a válogatott egyik edzője volt. Visszavonulása után a budapesti Órások Szövetkezeténél volt osztályvezető.

## Sportegyesületei
- 1939–1949 Budapesti Postás SE – tanára Budai Annus
- 1949–1952 Vasas SC

## Eredményei

### Olimpia
Angliában, Londonban rendezték a XIV., az 1948. évi nyári olimpiai játékok női tornász döntőit, ahol csapattársa volt Vásárhelyi Edit, Karcsics Irén, Köteles Erzsébet, Balázs Erzsébet, Tass Olga, Fehér Anna, Nagy Margit
- női összetett csapatban - ezüstérmes

Finnországban, Helsinkiben rendezték a XV., az 1952. évi nyári olimpiai játékok női tornász döntőit, ahol csapattársa volt Bodó Andrea, Karcsics Irén, Köteles Erzsébet, Keleti Ágnes, Korondi Margit, Vásárhelyi Edit, Tass Olga
- női összetett csapatban - ezüstérmes
- női kéziszercsapatban - bronzérmes

### Világbajnokság
Főiskolai világbajnokságon 1949-ben és 1951-ben ezüstérmes.

### Országos Bajnokság
- 1940-ben és 1941-ben országos ifjúsági bajnok,
- 1943-ban Budapest női tornászbajnokság győztese,
- 1946-ban a kéziszer és lóugrás magyar bajnoka,
- 1949-ben – összetettben csapatbajnok

## Díjai, elismerései
- Magyar Köztársasági Sportérdemérem ezüst fokozat (1949)[2]
- Magyar Népköztársasági Sportérdemérem ezüst fokozat (1951)[3]
- A Magyar Népköztársaság kiváló sportolója (1951)[4]